# Kika van Es
Kika van Es (Boxmeer, Países Bajos; 11 de octubre de 1991) es una exfutbolista neerlandesa. Jugó como defensa en la selección de los Países Bajos. Su último club fue el PSV Eindhoven de la Eredivisie.

## Selección nacional

### Participaciones en Copas del Mundo
| Mundial                                 | Sede    | Resultado  | Partidos | Goles |
| --------------------------------------- | ------- | ---------- | -------- | ----- |
| Copa Mundial Femenina de Fútbol de 2019 | Francia | Subcampeón | 3        | 0     |

### Participaciones en Eurocopas
| Copa                   | Sede         | Resultado | Partidos | Goles |
| ---------------------- | ------------ | --------- | -------- | ----- |
| Eurocopa Femenina 2017 | Países Bajos | Campeón   | 2        | 0     |

## Estadísticas

### Clubes
| Club          | País         | Año         |
| ------------- | ------------ | ----------- |
| Willem II     | Países Bajos | 2008 – 2010 |
| VVV-Venlo     | Países Bajos | 2010 – 2012 |
| PSV Eindhoven | Países Bajos | 2012 – 2016 |
| Achilles '29  | Países Bajos | 2016 – 2017 |
| F.C. Twente   | Países Bajos | 2017 – 2018 |
| Ajax          | Países Bajos | 2018 – 2019 |
| Everton F.C.  | Inglaterra   | 2019 – 2020 |
| F.C. Twente   | Países Bajos | 2020 – 2022 |
| PSV Eindhoven | Países Bajos | 2022 – 2023 |

## Palmarés

### Títulos nacionales
| Título     | Club        | País         | Año     |
| ---------- | ----------- | ------------ | ------- |
| Eredivisie | F.C. Twente | Países Bajos | 2020-21 |

### Títulos internacionales
| Título            | Club                          | País         | Año  |
| ----------------- | ----------------------------- | ------------ | ---- |
| Eurocopa Femenina | Selección de los Países Bajos | Países Bajos | 2017 |
| Copa de Algarve   | Selección de los Países Bajos | Portugal     | 2018 |